# Alclometasona
A alclometasona, vendida sob a marca Aclovate, entre outras, é um corticosteroide usado para certas doenças da pele. Isso inclui dermatite atópica, psoríase e dermatite de contacto alérgica. É aplicado na pele.
Os efeitos secundários comuns incluem vermelhidão, irritação, acne, afinamento da pele e estrias. Outros efeitos secundários podem incluir síndrome de Cushing e infecção. A segurança na gravidez não é clara. É de força moderada.